# Isa Hämmerle-Planta
Isa Hämmerle-Planta (* 28. Februar 1922 auf Schloss Rietberg in der Gemeinde Domleschg; † 18. März 2012 in Fürstenaubruck) war eine Kämpferin für die Frauenrechte im Kanton Graubünden.
Sie präsidierte die Bündner Frauenzentrale von 1969 bis 1979. Ab 1979 war sie Mitglied der SP Graubünden und von 1980 bis 1986 Mitglied deren Geschäftsleitung.

## Leben
Isa Hämmerle-Planta wuchs auf Schloss Rietberg im Domleschg zusammen mit ihrer jüngeren Schwester Leni auf. Sie war die Tochter von Maria Virginia und Rudolf Planta. Von 1938 bis 1939 besuchte sie die Handelsschule in Neuenburg und belegte 1940 für zwei Semester das Fach modernes Französisch an der Universität Genf. Anschliessend wechselte sie an die Privatschule Minerva in Zürich, um die Matura nachzuholen. Für den Abschluss wechselte sie allerdings an die Kantonsschule in Chur, wo sie 1944 die Maturaprüfung bestand.
1945 heiratete Isa Hämmerle-Planta den 18 Jahre älteren Kantonschemiker Walter Hämmerle. Im November 1946 kam ihr Sohn Andrea Hämmerle zur Welt. Vier Monate später nahm sich Walter Hämmerle in der Churer Strafanstalt Sennhof das Leben. Die gegen ihn geäusserten Anschuldigungen wegen ungetreuer Amtsführung konnten aber von einer ausserkantonalen Kommission nicht belegt werden. Gemäss eigener Aussage sei Isa Hämmerle-Planta durch dieses Ereignis politisiert worden.
Im Oktober 1965 starb Vater Rudolf Planta, im Dezember 1966 Mutter Maria Virginia Planta.
1979 zog Isa Hämmerli-Planta in das umgebaute Hühnerhaus von Schloss Rietberg.

## Öffentliche Tätigkeit
1959–1986 war Isa Hämmerle-Planta Mitglied der Bezirksfürsorgekommission Thusis. 1967 wurde sie in den Vorstand der Frauenzentrale Graubünden gewählt, 1969 bis 1979 amtete sie als Präsidentin und kämpfte in dieser Rolle für das Frauenstimmrecht. Zwischen 1969 und 1971 machte sie eine Ausbildung am kantonalen Elternkursleiterseminar in Zürich. Gut zehn Jahre lang gab sie anschliessen Kurse im Rahmen der Elternschule Chur. 1976–1992 hatte sie Einsitz in die Aufsichtskommission der Bündner Frauenschule. 1979 trat Isa Hämmerle-Planta der SP Graubünden bei und kandidierte als Nationalrätin. Von 1980 bis 1986 war sie Mitglied der kantonalen Geschäftsleitung.